# Cryptandra waterhousii
Cryptandra waterhousii là một loài thực vật có hoa trong họ Táo. Loài này được Ferdinand Mueller mô tả khoa học đầu tiên năm 1862 dưới danh pháp Spyridium waterhousii. Năm 1882 tác giả chuyển nó sang chi Cryptandra.

## Phân bố
Loài này được tìm thấy ở đông nam Nam Úc.